# Theobald Dillon

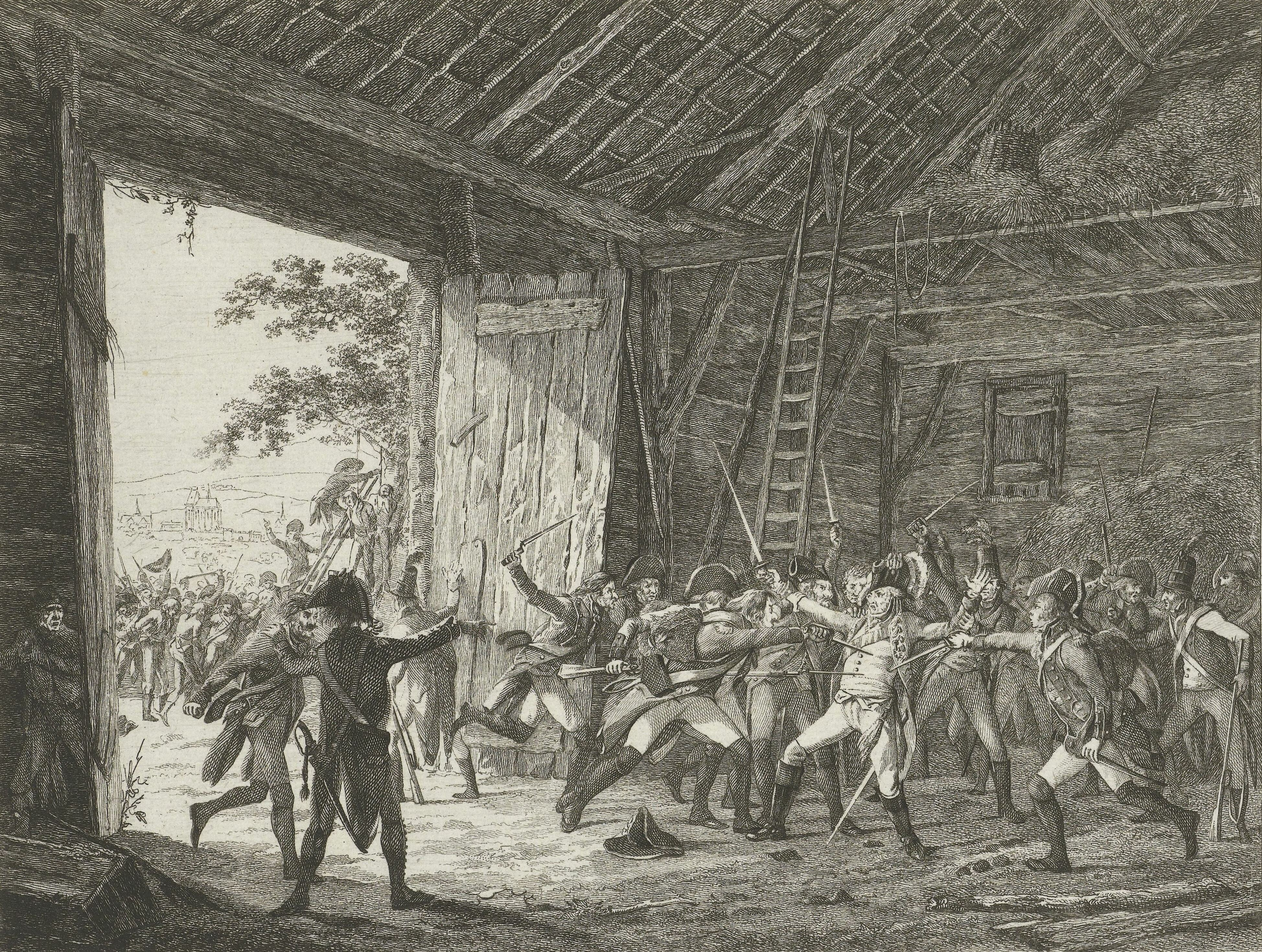
Prent van de moord op Dillon (Joannes Bemme naar Dirk Langendijk, ca. 1800)

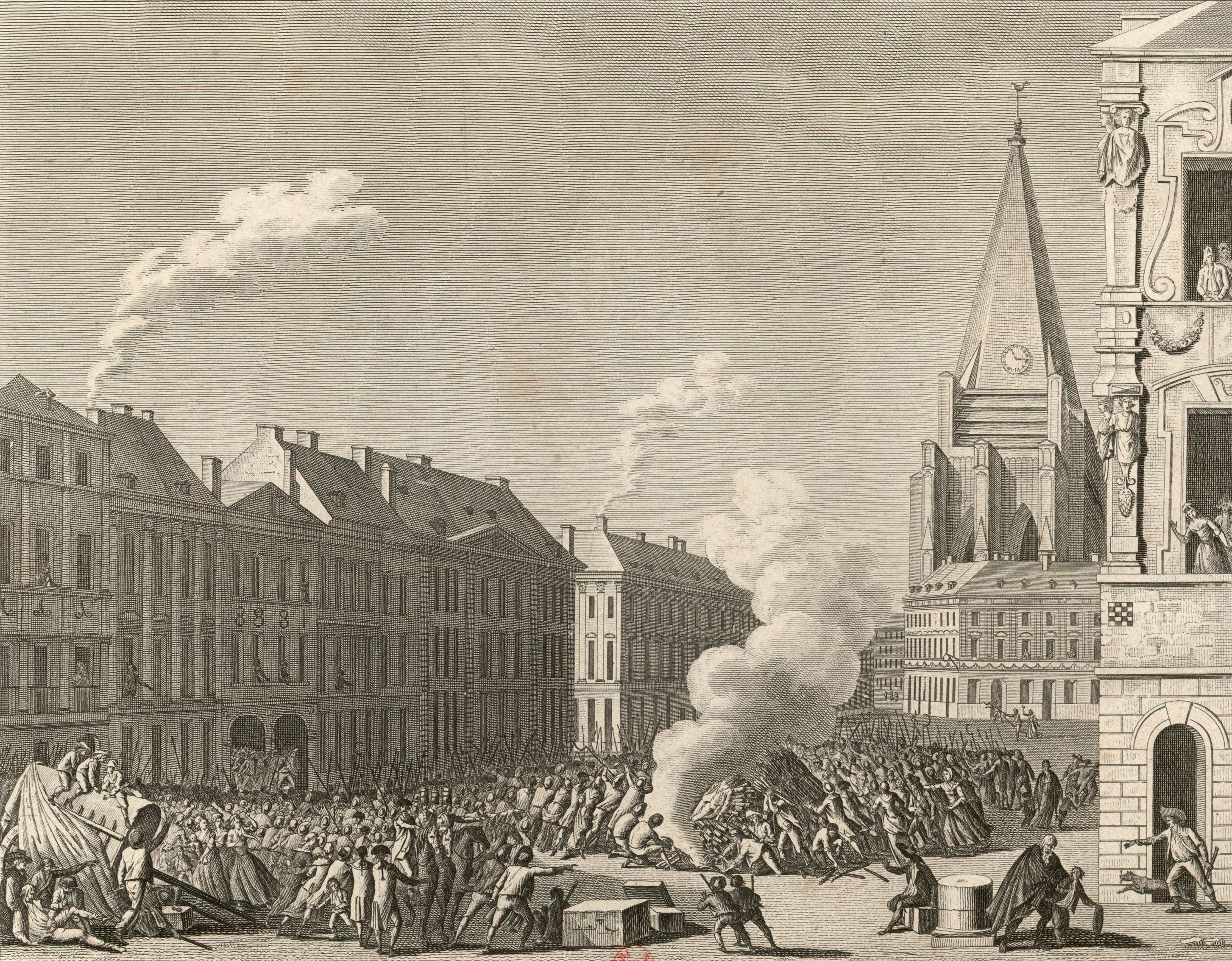
Prent van Dillons verbranding in Rijsel uit de Tableaux historiques de la Révolution française

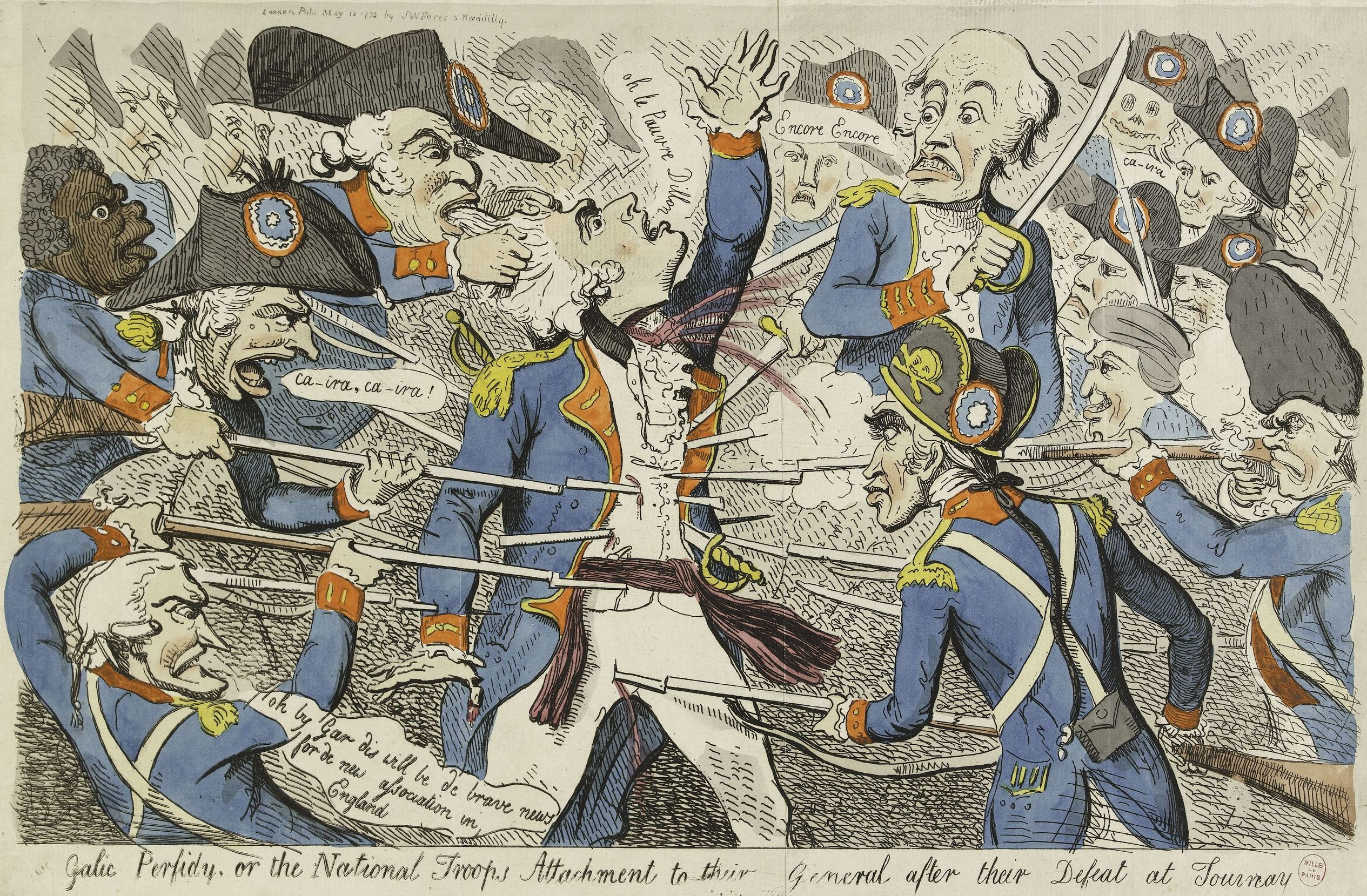
Cartoon van Isaac Cruikshank, die de moord aangreep om de "Gallische perfidie" aan de kaak te stellen.

Theobald Dillon, ook wel Théobald de Dillon (Dublin, 1745 – Rijsel, 29 april 1792) was graaf van Dillon en een Franse militaire leider tijdens de coalitieoorlogen. Na een mislukte poging om Doornik in te nemen, werd hij vermoord door zijn eigen soldaten.

## Familie
Theobald was de zoon van Thomas Dillon en Marie Hussey of Donore. Daarmee behoorde hij tot een oud Iers adelsgeslacht. Zijn ouders verhuisden het jaar na zijn geboorte van Dublin naar Orléans, vanwege het faillissement van hun bank. Vader Dillon werd in 1759 door Lodewijk XVI tot graaf verheven. Arthur Richard Dillon, aartsbisschop van Toulouse, en de Franse generaal Arthur Dillon waren verre neven.
Hij woonde negen jaar ongehuwd samen met zijn geliefde Joséphine Vierville, tot aan zijn dood. Ze hadden drie kinderen, waaronder hun zoon Auguste, die net als zijn vader een militaire carrière begon en officier werd in het Iers Legioen. In zijn testament van 28 april 1792 schreef Dillon: "Ik heb geen tijd gehad om te trouwen met Joséphine de Viesville hoewel het mijn intentie was en ze van mij in alle opzichten de gevoelens verdient waarmee ik sterf. Ze is de moeder van mijn drie kinderen Auguste, Édouard en één dat vandaag is geboren [Théobald]. Ik laat hun alles wat ik heb."

## Loopbaan
Vanaf 1762 was Dillon kadet in het Régiment de Dillon, dat zijn overgrootvader had opgericht. Hij maakte maar traag carrière en was in 1778 opgeklommen tot kapitein van de Dillon-infanterie. In deze rang nam hij deel aan de Amerikaanse Onafhankelijkheidsoorlog, die zijn doorbraak betekende. Hij bracht het tot kolonel voor hij in april 1780 terugkeerde naar Frankrijk. In hetzelfde jaar werd hij bevorderd tot Brigadier des armées du roi. Hij kreeg verschillende decoraties en werd op de 13 juni 1783 maréchal-de-camp.
Tijdens de Franse Revolutie werd zijn regiment – zoals alle buitenlandse militaire eenheden – geïntegreerd in het Franse leger en in januari 1791 omgedoopt tot 87e regiment d'infanterie. Dillon bekleedde daarna de rang van bevelvoerend generaal van een cavalerie-eenheid. In 1792 werd ze opgenomen in het Armée du Nord dat onder leiding van Rochambeau aan de Vlaamse grens gelegerd was.

## Actie bij Marquain
Nadat Frankrijk Oostenrijk de oorlog had verklaard, gaf Rochambeau hem eind april 1792 het bevel een schijnaanval op Doornik in de Oostenrijkse Nederlanden uit te voeren, waarbij gevechtsoperaties en directe confrontaties met de vijand vermeden dienden te worden. Aan het hoofd van 4000 man verliet Dillon Rijsel. Omdat hij halverwege, tussen Lamain en Marquain, een Zuid-Nederlands-Oostenrijkse overmacht ontmoette, stelde hij zijn regimenten eerst op in slagorde en beval hij dan de terugtrekking, in overeenstemming met zijn opdracht.
Deze aarzeling veroorzaakte onrust, die om drie uur 's nachts bij Baisieux omsloeg in een chaotische vlucht. Onder vijandelijk vuur geloofden sommigen dat ze door hun aanvoerder waren verraden en lieten ze vier van de zes kanonnen achter. Dillon trachtte vergeefs zijn terugtrekkende troepen weer in het gareel te krijgen. Met bebloed gezicht kwam hij hulp vragen aan een boer in het gehucht Quenneaumont bij Cysoing, zeggend dat hij beschoten was door een ruiter die hem "vendeur" had genoemd. Enkele dorpelingen die zich opwierpen als nationale gardes, weigerden hem te laten vertrekken naar de generale staf in Orchies. Vijf cavaleristen begeleidden Dillon naar de abdij van Cysoing en brachten hem van daar naar het roerige Rijsel.

## Moord in Rijsel
De stad was rond 10 uur 's ochtends opgeschrikt door de eerste ruiters, die schreeuwden dat ze verraden waren door de aristocraten en dat de vijand gevolgd was tot aan de stadspoorten. Dat had voor algemene paniek gezorgd. De geniekolonel Berthier werd opgehangen en vier Zuid-Nederlandse gevangenen vermoord. Toen daarna Dillon aankwam op een brancard in een koets, werd hij op de grond gesleurd, beschoten en met de sabel doorboord, vertrappeld, geslagen en omgebracht met bajonetsteken. Zijn lichaam werd op de Grote Markt verbrand, omringd door dansende soldaten, terwijl anderen ledematen ronddroegen door de stad. 's Avonds werd ook nog de refractaire priester Saladin vermoord.
In de Parijse clubs was het nieuws van Dillons "verraad" koren op de molen van volksmenners als Marat en Robespierre, die hun wantrouwen over het heimelijke royalisme van de generaals bevestigd zagen. De minister van Oorlog daarentegen betreurde het gebeuren. Enkele deelnemers werden veroordeeld door het Tribunal criminel van het Noorderdepartement. De kleermaker Vasseur kreeg op 18 mei de doodstraf en Jean Dupré op 15 juni. De volgende dag nam de Wetgevende Vergadering op voorstel van Lazare Carnot een decreet aan om Dillon en Berthier te eren. Het voorzag in een monument (dat er niet kwam) en zijn weduwe werd een levenslang pensioen gegeven, alsook een pensioen om haar kinderen groot te brengen.

## Voetnoten
1. ↑  Originele tekst: Je fais ici mon dernier testament et telles sont mes dernières volontés que je recommande à la religion de mes parents et à l'amitié qu'ils m'ont toujours témoignée. Je n'ai pas eu le temps d'épouser Joséphine de Viesville quoique ce fut mon intention et qu'elle mérite de moi à tous égards les sentiments avec lesquels je meurs. Elle est mère de mes trois Enfans Auguste, Édouard et un né d'aujourd'huy [Théobald]. Je leur laisse tout ce que j'ai, tout ce à quoi je pourrai avoir droit par la suite. Je demande pour eux l'amitié de mes soeurs et je compte que si quelque forme peut manquer à cette pièce Ils y suppléeront bien entendu après que toutes mes dettes auront été payées. Je finis en recommandant mon âme à Dieu et ma mémoire à mes soeurs. Fait à Lille le vingt huit avril mil sept cent quatre vingt douze.
2. ↑  Décret du 16 juin 1792 pour honorer la mémoire des victimes de l'erreur populaire à Lille